# 500 Miles North
500 Miles North è un film del 2014 diretto da Luke Massey

## Trama
James e John sono due fratelli molto lontani, che si ritrovano a viaggiare per la Scozia per disperdere le ceneri del padre in un lago, secondo i suoi desideri prima di morire. Lungo il viaggio devono assolvere diversi compiti per poter beneficiare della loro eredità.

## Produzione
Le riprese del film sono avvenute in Scozia